# Dextromoramida
La dextromoramida es un analgésico opioide aproximadamente tres veces más potente que la morfina pero de más corta duración. Está estructuralmente relacionada con la metadona y se utiliza en el tratamiento del dolor severo.

## Estado legal
Está sujeta a los regímenes de prohibición de drogas, tanto a nivel internacional, a través de tratados de la ONU, y por las leyes de salud de cada país. Todavía se utiliza un poco en Australia y algunos países europeos, pero se evita la prescripción regular debido a su potencial de abuso, por lo tanto el uso de dextromoramida está limitado principalmente a la atención de los pacientes terminales.

## Historia
La dextromoramida fue descubierta y patentada en 1956 por el Dr. Paul Janssen en los Laboratorios Janssen, quien también descubrió el fentanilo, otro importante opioide sintético, utilizado para tratar el dolor y como anestésico. La dextromoramida fue muy favorecida por los consumidores de drogas en Australia en la década de 1970 y en el Reino Unido. A partir de mediados de 2004, el fármaco se interrumpió en el Reino Unido debido a los limitados suministros de precursores químicos. Aunque esto es cierto, se cree que hubo aproximadamente un año de escasez de dextromoramida y la verdadera razón por la que no se puso de nuevo en producción para el mercado del Reino Unido es por lo adictiva y potente que es como analgésico oral. El riesgo de dependencia es similar al de la morfina, pero con un síndrome de abstinencia menos grave. Los únicos países europeos que ahora utilizan la marca Palfium son los Países Bajos, Irlanda y Luxemburgo.

## Usos
La dextromoramida se utiliza para el control del dolor en enfermedades como dolor por cálculos renales, cáncer, cirugía o lesiones. El reporte de un caso menciona una persona que utilizó este fármaco para disminuir el dolor durante una auto mutilación. La dextromoramida puede proporcionar alivio cuando los opiáceos estándar fallan. Aunque es generalmente clasificado como un opioide (un producto químico sintético) el fármaco se produce a partir de las semillas de opio sin madurar y es de 2 a 70 veces más potente que la morfina, dependiendo de las especies animales en que se esté probando. La dextromoramida actúa rápidamente, sin embargo, las autoridades no están de acuerdo sobre la duración de sus efectos.

## Inconvenientes
Los efectos no deseados pueden incluir náuseas, vómitos, sudoración, pulso acelerado, insuficiencia respiratoria, dificultad urinaria, disminución de la temperatura corporal y la presión arterial y mareos. En comparación con la morfina, la dextromoramida es menos probable que cause estreñimiento o somnolencia. Puede ocurrir euforia. Las personas que toman dextromoramida deben evitar conducir automóviles o hacer uso de maquinaria peligrosa. Existe el caso de un adicto a las drogas que sufrió un grave, pero curable, daño cardíaco causado por la inyección de tabletas trituradas orales de dextromoramida.

## Factores de abuso
La dextromoramida está químicamente relacionada con la metadona, y algunos investigadores creen que la dextromoramida podría ser un fármaco útil suplementario para los adictos en tratamiento en programas de mantenimiento con metadona. La morfina y la dextromoramida tienen suficiente tolerancia cruzada para evitar los síntomas de abstinencia de la morfina. La dextromoramida sí es adictiva. Alrededor de 1990 un estudio de 150 pacientes de metadona, en Londres, encontró que 7 fueron tratados por adicción a dextromoramida. Hubo un tiempo en que algunos observadores médicos dudaban que la dextromoramida fuera adictiva, pero los resultados negativos en su investigación probablemente se debieron al contexto médico en que se utilizaba el fármaco. En las ratas el desarrollo de la tolerancia de la dextromoramida es mucho más lenta que con la morfina, por lo que un grupo de investigadores dudaron del fenómeno que estaba realmente ocurriendo. Los investigadores han estado en desacuerdo acerca de qué tan rápido aparece la tolerancia al fármaco en los seres humanos al igual que la dependencia. El desacuerdo sobre la rapidez con que surge la tolerancia en el ser humano puede estar relacionado con los efectos del fármaco que se está examinando, la tolerancia no necesariamente se desarrolla para todos los efectos a la misma velocidad. Por ejemplo, la tolerancia a las propiedades de alivio del dolor pueden surgir en un punto diferente del tratamiento que la tolerancia a las náuseas o somnolencia causados.

## Interacción con otros fármacos
Tomar este medicamento con antihistamínicos o antidepresivos (como el alcohol) puede ser arriesgado. Los IMAO (inhibidores de la monoaminooxidasa) son especialmente peligrosos cuando se combinan con la dextromoramida. Las personas con dificultad para respirar o actividad tiroidea deficiente deben tener cuidado al tomar este fármaco.

## Uso en embarazo y lactancia
El fármaco produce defectos masivos de nacimiento en ratones, pero su capacidad para provocar malformaciones en humanos con los niveles de dosificación normales es desconocida. La dextromoramida se ha utilizado para facilitar el parto, pero si las mujeres embarazadas reciben el medicamento poco antes de dar a luz, sus bebés pueden tener dificultad para respirar. Una autoridad médica ha considerado esta sustancia demasiado peligrosa para usarse durante el parto. La dextromoramida pasa a la leche de las madres lactantes.